# Judenpost
Judenpost, auch Ghettopost, eigentlich „Judenpost Litzmannstadt-Getto“, war die offizielle Bezeichnung für den Postdienst innerhalb des Ghettos Litzmannstadt. Die dorthin deportierten Juden bauten während des Zweiten Weltkrieges mit Hilfe einer so genannten Selbstverwaltung des Judenrates einen eigenen Postdienst auf und gaben auch eigene Briefmarken aus.

## Hintergrund
Nach dem Überfall auf Polen und der Besetzung von Łódź durch die Wehrmacht im September 1939 wurde die zuvor polnische Stadt laut Führererlass in das Reich eingegliedert und am 11. April 1940 nach Karl Litzmann in Litzmannstadt umbenannt. Das Ghetto wurde unter dem Kommando von SS-Brigadeführer Johannes Schäfer in einem Stadtteil von Łódź eingerichtet und am 30. April 1940 abgeriegelt. Anschließend wurde es unter strengen Auflagen dem Judenrat unter der Leitung des „Judenältesten“  Chaim Rumkowski übergeben und unterstand deutschen Behörden. Chaim Rumkowski setzte sich bis zur schrittweise erfolgten Auflösung und Liquidierung des Ghettos und seiner eigenen Deportation nach Auschwitz im Jahre 1944 für den Aufbau eines eigenen Postwesens im Ghetto Litzmannstadt ein. Es wurden mehrere kleine Postdienststellen und Briefkästen eingerichtet, wobei der Postdienst ausschließlich auf das Ghetto beschränkt war. Um 1941 wurden sogar eigene Briefmarken ausgegeben.

## Briefmarken
Drei Briefmarkenarten in einheitlicher Zeichnung zu 5 Pfennig in dunkelblauer, zu 10 Pfennig in dunkelgrüner und zu 20 Pfennig in dunkelbrauner Farbe sind bekannt. Die Ghetto-Briefmarken wurden geschnitten auf leicht gerautem Papier ausgegeben. Sie besaßen teilweise eine leicht gelbliche Gummierung. Die Zeichnung im Querformat auf der 5-Pfennig-Marke zeigt neben der Inschrift „JUDENPOST Litzmannstadt-Getto“ und der Wertangabe mit dahinter liegendem Judenstern ein Porträt Chaim Rumkowskis, eine stilisierte Abbildung der im Ghetto geleisteten Zwangsarbeit für Textilfabriken sowie Fabrikschornsteine.
Diese Briefmarken wurden bald von den deutschen Behörden verboten und vermutlich größtenteils vernichtet. 
Philatelistisch gesehen sind die wenigen erhaltenen Briefmarken der deutschen Postgeschichte zuzurechnen, da Litzmannstadt zur Zeit der Ausgabe als Stadt in Deutschland galt. Dies zeigt auch die Wertangabe, da diese in Pfennig und nicht in Złoty, wie im Generalgouvernement verwendet, angegeben ist.